# 郭麻日古寨
郭麻日古寨，位于中國青海省同仁县年都乎郭麻日村，为第八批青海省文物保护单位，公布日期为2008年4月10日，类型为古遗址。
郭麻日古寨的历史年代为明、清。